# 구와베촌
구와베촌(桑部村)은 일본 미에현 구와나군에 설치되었던 촌이다. 현재의 구와나시 중심부의 남서쪽에 해당한다.